# 恵方巻

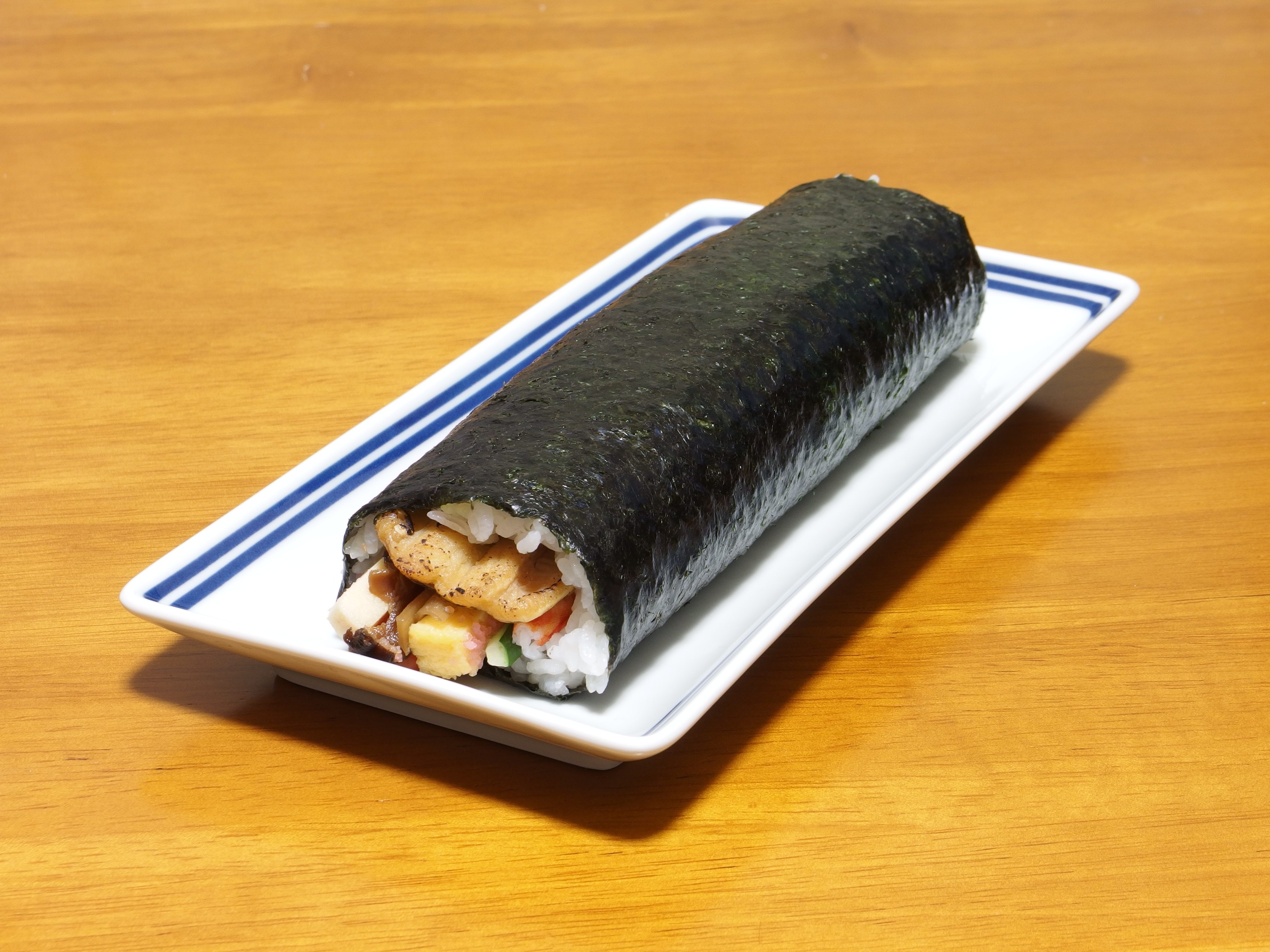
恵方巻

恵方巻、恵方巻き（えほうまき）とは、節分に恵方を向いて食べると良いとされる、一種の縁起物である「切り分けられていない太巻き寿司のこと」。
発祥は関西圏において、恵方に向かって太巻き寿司（「丸かぶり」「丸かぶり寿司」とも呼ばれる）を無言で頬張りながら食べると願いが叶う独自の食文化•風習である。1980-1990年代に日本全国に展開、関西圏外にも普及した。(恵方巻#全国展開)

## 概要
太巻き寿司を縁起物として食べる風習は、商都大阪発祥の風習と言われているが、その起源の定説は未だ存在せず不明な点が多い。
1998年頃から全国へ広がり、2000年代以降に急速に広まったと言われるが、それ以前に「恵方巻」と呼ばれていたという文献類、新聞・雑誌記載などは見つかっていない。
そもそも、現代日本で用いられている新暦（太陽暦）へ改暦する前の旧暦（太陰太陽暦）の1月（睦月）は新暦の2月頃に当たり、睦月は春を意味していた。つまり、「正月」前日の「大晦日」が即ち「立春」前日の「節分」とされ、「年越し」であった。明治時代の辞書では、年越しは「大晦日と節分」とされている。
節分の「追儺」（豆まきと鬼）は元々宮中大晦日の行事であった。歳徳神のいる明け方・「恵方」へ歳徳棚の向きをあわせ餅を飾り年神を迎える正月の習慣は、今も平安京内裏南にある神泉苑で行われる大晦日の歳徳神恵方廻し（方違え式）にて観られ、吉田神社の節分・追儺式では今も節分の年越しそばが食されている。
現在は「節分の夜に、恵方に向かって願い事を思い浮かべながら丸かじり（丸かぶり）し、言葉を発せずに最後まで食べきると願い事がかなう」とされる。「目を閉じて食べる」、あるいは「笑いながら食べる」という人もおり、これは様々である。また太巻きではなく「中細巻」や「手巻き寿司」を食べる人もいる。近畿地方の表現である「丸かぶり」という言葉から、元々は商売繁盛や家内安全を願うものではなかった、との考察もある。民俗学において、フォークロリズムに関する研究題目として扱われる事がある。その他には「幸運巻寿司」「恵方寿司」「招福巻」などとも呼ぶ。
読売新聞によると、2025年には節分で豆まきよりも恵方巻のが主流になってきている。アンケートによると、「節分の過ごし方」を尋ねた質問（複数回答可）では、「恵方巻を食べる」（75.7％）が最多、2位が「豆まきをする」（38.8%）、3位は「年の数だけ豆を食べる」（36.0％）となった。恵方巻を食べる理由については、「縁起物だから」（74.1％）と「毎年恒例だから」（64.2％）という回答が多く、福を招く節分の行事食として定着している。背景には、豆まきの騒音や損壊などによる近所トラブル回避、誤嚥や窒息死死亡事故もある豆の喉の詰まらせ問題がある。ほかにも主婦からは恵方巻が普及してくれたおかげで、節分の日は恵方巻+少しで良いので献立メニューを考えるのが楽との意見がある。

## 具材

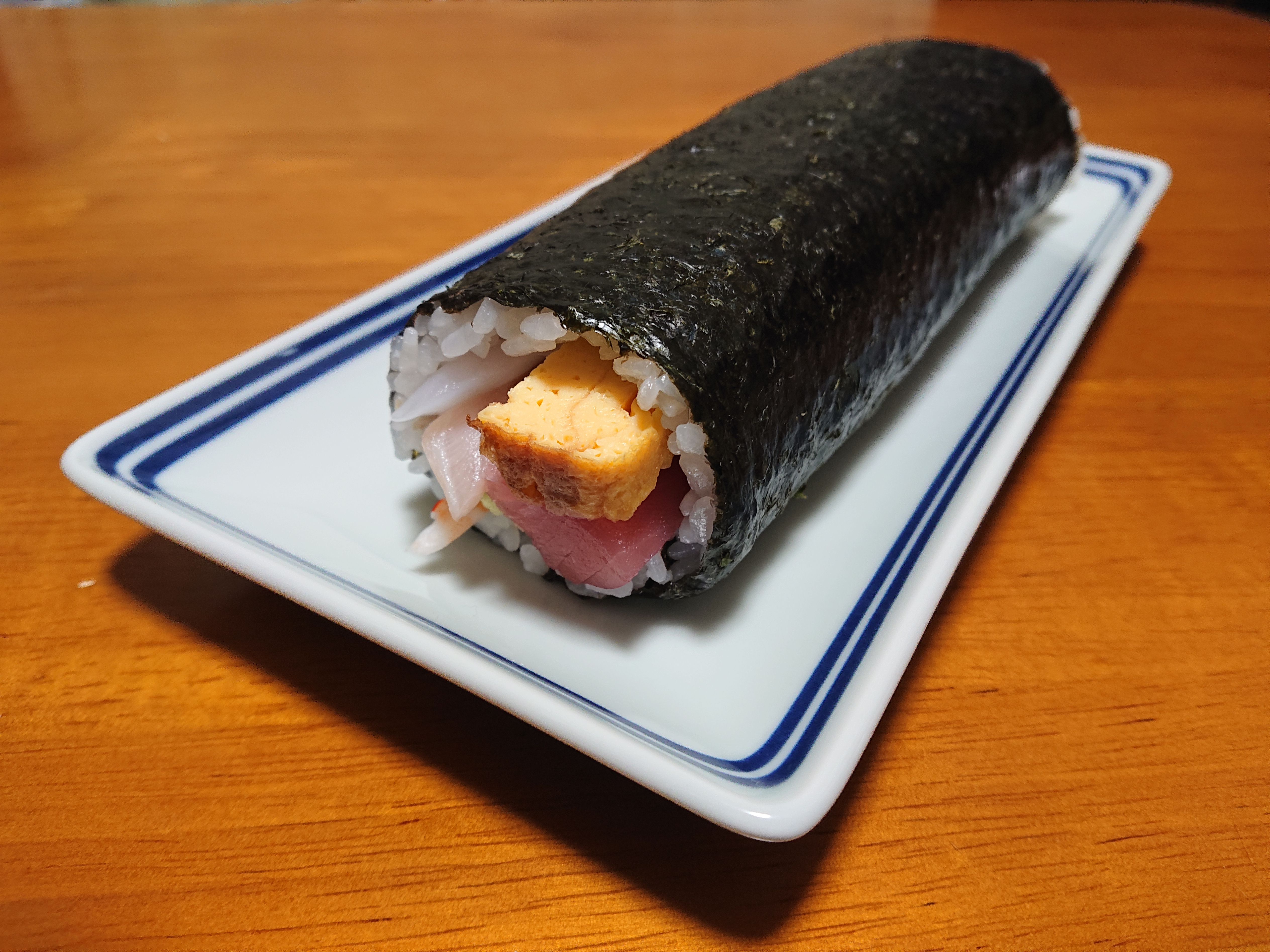
海鮮恵方巻

太巻きには7種類の具材を使うとされる。その数は商売繁盛や無病息災を願って七福神に因んだもので、福を巻き込むと意味付けされる。別の解釈もあり、太巻きを逃げた鬼が忘れていった金棒（鬼の金棒）に見立てて、鬼退治と捉える説もある。具材は特定の7種の素材が決まっているわけではないが、代表例として以下が用いられる（なお、7種類ではない場合もある）。
- 高野豆腐
- かんぴょう
- キュウリ（レタス・かいわれ）
- 伊達巻（だし巻・厚焼き卵）
- ウナギ（アナゴ）
- 桜でんぶ（おぼろ）
- シイタケ煮

また、大正時代から昭和時代初期には漬物が度々挙げられた。他にも焼き紅鮭、かまぼこ（カニ風味かまぼこ）、高野豆腐、しそ（大葉）、三つ葉（ほうれん草）、しょうが、菜の花、ニンジンなどが使われることがある。
2000年代以降ではサーモン、イクラ、イカ、エビ、まぐろ（ネギトロ・漬けマグロ）などを使い「海鮮恵方巻」と称して店頭で売られていることもある（後述）。具材の種類数でも7種にこだわらず、2種や5種などと少なくしたり、11種・12種・15種など多くする場合もある。

## 歴史
江戸東京博物館の学芸員である沓沢博行は、恵方巻の起源説を以下のように整理している。
なお、古来商家が集中する大坂の中心業務地区である問屋街であった船場に色街が存在したという歴史はない。

沓沢は、篠田統の『すしの本』（1970年）を参照して、大阪市上本町の鮨店「美登利」の店主の「大正初めには存在していた」という証言が、「辿れる『確からしい』記録の中ではもっとも古い時期を示すものとなる」とした（「美登利」は1940年に後述の大阪鮨商組合の広告チラシを配布している）。
大阪鮓商組合が1932年に配布した「巻壽司と福の神 節分の日に丸かぶり」と題する広告チラシが、大阪心斎橋にあった鮨店「本福寿司」に残っている。
やはり大阪鮓商組合が1940年に配布した「幸運巻寿司 節分の日に丸かぶり」と題する広告チラシも大阪歴史博物館に所蔵されている。

### 戦後
1949年、大阪鮓商組合が土用の丑の日に鰻を食べる習慣に対抗する販売促進手段として、戦前に行っていた「節分の丸かぶり寿司」の広告を復活させたとされる。

大阪・船場の鮨店「吉野寿司」の大山雄市が、1955年ごろの節分に巻きずしの丸かぶりを目撃したと証言している。

1956年に刊行された岡部伊都子のエッセイ集『おむすびの味 続』には以下のように書かれている。
1800年代のある年の節分の日に、大阪近郊の申村（現在の此花区伝法付近と比定）に住む老若男女が集まり、巻寿司を食す時に、切り分ける手間を省くために一本丸かぶりをしたというエピソードを、京都の鮨店が聞いて1960・1961年に売り出したとする説もある。
1962〜1964年度の民俗調査をまとめた『日本民俗地図』、大正末から昭和初期に食事の担当者だった人への聞き取り調査をまとめた『日本の食生活全集』を参照しても、立春の節分に巻き寿司を食べる記載は見つけられておらず、節分に寿司類を食すると記録されていたのは五目ちらし（東京）、五目ずし・にぎりずし（静岡県）、すし（徳島県・愛媛県）であった。
1960年代後半には、大阪の海苔問屋協同組合とすし組合が連携し、行事普及活動の一環として飛行機をチャーターして広告ビラを撒いた。ただしこれは、経費過多により1回のみの実施に終わった。
この時期、4代岡本文弥のエッセイ「品変る」（『ぶんやぞうし』新日本出版社、1980年、28-29頁）によると、大阪で節分をすごしたときに、「福ずし」と呼ばれる「馬の陽物大の海苔巻き」を「恵方に向かってかしこまる。それぞれ願い事を念じつつ福ずしを食べ終れば念願成就の由、但し口をきいたらダメ」という風習に出会ったことが記されている。なお、「少したべても『頂きました』の挨拶で許される」とのことである。
1973年から大阪海苔問屋協同組合が作製したポスターを寿司屋が共同で店頭に貼り出し、海苔を使用する太巻きを「幸運巻ずし」として販促キャンペーンが展開された。
1974年に大阪の海苔店経営者らがオイルショック後の海苔の需要拡大を狙いとして「巻き寿司早食い競争」を節分のイベントで開始、1977年に大阪海苔問屋協同組合が道頓堀で行った同イベントがマスコミに取り上げられたこと、関西厚焼工業組合も同時期に宣伝活動を開始したこと、などが契機となって徐々に知名度が上がり浸透していく。
その後も大阪では、1月最終日曜日にとんぼりリバーウォークで「巻き寿司早食いコンテスト」が継続しているほか、節分当日に大阪天満宮で「1000人巻き寿司丸かぶりイベント」が行われている。

## 全国展開
小僧寿しは1980年代中盤より「縁起巻」（1986年商標出願、1989年登録）の名称で全国展開を行い、毎年キャンペーンを行っていたものの然程ブームにはならなかった
関西厚焼工業組合は広範囲で宣伝活動を行った。1987年頃には同組合によって「幸運巻ずし」の宣伝ビラが関西地方以外にも九州地方や岐阜市・浜松市・新潟市などの各都市に向けて送付された。
商業的に売り上げが落ちる時期である「1月後半から2月初旬」の販売イベントとして、主にコンビニを中心とし、スーパーなどの店舗にて各地で展開されるようになった。

### 展開と普及

#### コンビニ
その後、「セブン-イレブンが丸かぶり寿司に目を付け、「恵方巻」として展開したことで本格的な普及がなされる」ことになる。1989年、広島市にある加盟店7〜8店舗を担当していた「オペレーション・フィールド・カウンセラー」が加盟店オーナーとの会話の中で恵方巻の存在を知り、新たなイベントとして広島市のセブン-イレブンが販売を開始。1990年以降販売エリアを広げ、1995年から西日本に販売エリアを拡大、1998年に全国展開をしたことで急速に普及した。

#### スーパーマーケット
スーパーマーケットでは、ダイエーが関西地方で1980年代頃には販売を行っており、関東地方の一部地域では1990年代前半から販売開始、ジャスコ（現：イオン）では1992年から全国同時に販売を開始、などのように同小売業態でも宣伝活動が行われるようになった。2000年代に入ると全国の各コンビニエンスストアを中心に販売促進キャンペーンが行われた。2000年代以降は地方の小規模スーパーや個人経営店も参入する動きがある。

#### 神社
関東では神奈川県川崎の若宮八幡宮が1987年より恵方巻行事を開始している。
2000年、磐裂根裂神社（栃木県下都賀郡壬生町）の節分祭で太巻きを食べる行事を、同県内の神社で初めて取り入れた。同神社では、節分祭の参列者に振る舞われる「夢福巻き寿司」という太巻きがあり、境内には風水の方位盤の上に建つ「福巻寿司発祥の地」の石碑がある。宮司が神事を執り行った後、拝殿内で太さ約5cm、長さ約20cmの太巻きを配り、太鼓の合図とともに全員が今年の恵方を向いてその太巻き寿司を丸かぶりする。太巻きを鬼の金棒に見立てて「邪気を祓う」という意味があり、切らずに長いまま太巻きを食べることで「縁を切らない」、「福を巻く」という意味も含まれ、祓鬼来福の祈念を行うものとされる。

### 認知度
ミツカンの調査による恵方巻の認知度は、全国平均は2002年時点の53 %が、2005年には88 %となり、マイボイスコムの調査では、「認知度」と「食べた経験」に関して増加傾向となっているが、「実際に食べた」と答えた人の全国平均は2006年の時点で54.9%である。2018年のアンケートでは、全国での恵方巻きの認知率は84.2 %、喫食率は61.1 %となった。  
また、「実際に恵方巻を食べるか」についての地域差は大きく、2008年12月後半にアイシェアが行った調査では、関西・中国・四国にて「実際に食べる」が半数以上占めたのに対し、関東では6割が「食べない」などの結果が出ている。
2011年に博報堂生活総合研究所が三大都市圏で調査をし、節分行事で何をしたか聞いたところ、「恵方巻きを食べた」との答えが48 %、「豆まきをした」との答えが44 %となり、恵方巻を食べたと答えた人が豆まきをした人を上回り、全国規模の行事として定着したことを示した。
2024年1月記者会見で、自見英子・消費者担当大臣は、節分の「豆」と共に、「恵方巻き」について窒息事故への注意を呼びかけた。

### 販売本数
2007年の日本全体での販売本数は約3000万本。2008年2月2日と2月3日の2日間で、セブン-イレブンだけで388万本、コンビニ大手3社で約700万本が売れたという。

### 春の節分以外における販売
関連する新たな展開として、節分が2月だけではなく年に4回あることに着目した大手スーパーのイオンが、2010年から「夏の恵方巻」（8月）「秋の恵方巻」（11月）の発売を開始した。
2011年、夏の恵方巻はスーパーマーケットやコンビニ業界で行われた。スーパー関係では引き続きイオン、コンビニ関係ではファミリーマートが新たに展開を始めた。
2012年、夏の恵方巻では新規参入が増えて幅広く行われた。スーパー関係では引き続き展開しているイオンではドラえもんを利用した商品を発売したほか、新たにサミットやヤオコーなどが夏の恵方巻に参入。コンビニ関係では引き続き夏の恵方巻を展開しているファミリーマートに加え、セブン-イレブンやサークルKサンクスも追随するなど、年々動きが広がっている。
春の恵方巻（5月）については、同時期に端午の節句が存在しているため新たな商戦を行う必然性が薄かったが、夏秋の恵方巻が定着するにつれ、徐々に売り出す店が出てきている。

### 商業イベント・アレンジ商品
全国への広まり方はバレンタインデー・ホワイトデー・オレンジデーの菓子贈答と同じく、節分に関連する商業的イベントとして、海苔業界やコンビニ業界など関係業界の主導のもと、恵方巻を巧みに利用して販売促進を目的と批判の声がある。2000年代後半以降は恵方巻の他に便乗商品に関連する商戦が過熱化している。
節分に関係の深い食材である豆やイワシに比べ、恵方巻は様々なアレンジが可能であることから新たな商品開発が行われ、2000年代以降には本来の「太巻き寿司」だけではなく「海鮮巻き」「ハーフサイズ」など食材・大きさの多種類化や「阪神タイガースバージョン 虎十巻」のような公認グッズが出現した。また、東武百貨店などの百貨店でも中華・洋風といった複数種類の恵方巻を用意した。2013年には金箔を圧着させた焼海苔を使った恵方巻が数量限定で発売された。
また、本来の太巻きとは全く関係が無い食べ物にも恵方巻を模した商品が各種展開されている。例として以下のようなものがある。
- ロールケーキ[86][87] - 2007年にはセブン-イレブンから「丸かぶりロールケーキ」を発売。2011年には不二家も恵方巻きロールを発売。
- 洋菓子[82]
- かす巻などの和菓子[88][81]
- ポッキー[89]・プリッツ・コロンなどの一般菓子[82] - ポッキーは江崎グリコから「節分かぶりつきシリーズ」として、鬼の金棒をモチーフにしたものが発売された。
- パン・トルティーヤ・ロールサンド・オムライス・包餅などの料理[82][90][91]
- ファーストフード - 日本ケンタッキーフライドチキンがレギュラーメニューの一つであるツイスターを恵方巻き替わりに奨めるPRを2000年代末期以降に実施している。
- 栃木県の酒造組合や酒販・飲食店による日本酒の「恵方呑み」イベント[92]
- 2019年1月22日より、カルビー株式会社が「恵方巻」の味わいを再現した『ポテトチップス 恵方巻味』を数量限定で販売[93]

## 大量廃棄騒動と経済効果
2017年に売店側が大量に恵方巻を生産し、コンビニの『従業員・アルバイトに販売ノルマや自爆営業といった形で強制的に引き受けさせた事実』を訴える従業員・アルバイトによるツイートで問題か発覚し、世間の批判が起こるという恵方巻騒動が起きた。同年の恵方巻き騒動以降から、売れ残った恵方巻きが廃棄される食品ロスが社会問題となったこと、翌2018年から農林水産省も「恵方巻について需要に見合う販売」を行うよう、コンビニエンスストアやスーパーマーケットの関係団体に文書で通知する異例の対応も行われ、翌々年の2019年5月には「食品ロス削減推進法案」が成立する見込みになった。それに加えて、廃棄商品の加盟店(フランチャイズ店舗)負担が問題視された。
これらのこともあり、その経緯から、ファミリーマートやイオンなど、コンビニ・スーパー各社は、2019年度から予約販売を強化するなど、出来るだけ売れ残りや廃棄商品を減らす顧客・加盟店・本部の三方にメリットある対策の仕組みを施策構築へ乗り出し始めた。

### 店舗訪問顧客心理と機会損失
「大量」と見なされるような廃棄が発生した背景には、恵方巻きの消費期限が短く日持ちがしない商品であることにある。他にも、販売・製造側の目線では、廃棄費用（廃棄ロス）自体よりも在庫不足で販売機会損失の損や売上収益の方が大きいことにある。在庫不足で売り切れてしまう場合は利益を圧迫する原因となり、機会損失が多い店舗では在庫を増やす対処が必要となっていることにある。
また、店舗の商品棚に空きが目立つと顧客（店舗へのリピーターなど）の減少などに繋がったり、もっと商品があれば売れたことで利益を失う「機会損失」が生まれるため、メーカー・卸会社・小売店などの『ビジネスに於ける観点では「売り損じるよりは残ったほうがまし」』となってしまう。また、棚に空きが多く欲しいものが売り切れの店を許せないなど、販売側だけで無く消費者側の観点、価値観にも改善の余地はあり、一概に販売側だけの問題とも言い切れない。

### 恵方巻きの需要と供給
「食品ロス削減推進法案」が令和元年（2019年）5月31日に公布、同年10月1日に施行された後、2020年の節分においては「事前予約制の売り切り販売」をする店舗が増え、廃棄量が減り始めた。一部SNS上では「恵方巻き難民」という言葉も生まれ、以前は購入できた恵方巻きを買えなかったという意見やSNS投稿が見受けられた。
2020年の節分において、日本橋高島屋は恵方巻き予約が前年度比7割増、当日売上も2割増加した上で完売した。
2021年2月2日の東京都・千葉県・神奈川県・埼玉県の首都圏・沖縄県の124店舗を調査すると、2020年よりも更に完売店舗率が増え、完売の時間帯が早まった。更に調査初の寿司店に行列が出来、様々な種別の店でも完売御礼やお詫びの札が目立った。業態別恵方巻完売率を比較するとコンビニは78%、スーパーは96%、百貨店（デパ地下）と寿司店は100%の完売率だった。立地別恵方巻完売率は駅ナカで100%、駅前は88%、「駅からやや離れたところ」は90%だった。

### 経済効果と廃棄費用の比較
2022年における恵方巻きなど「節分のすし」による経済効果は、「たった1日の経済効果とすれば驚異的な経済効果」である約649億2096万円である。恵方巻の売上高は約300億5600万円で、売れ残りなど廃棄処分による損失額は約12億224万円になる。　

## 派生商品

### 恵方ロール
横浜市によると節分の恵方巻きに着想を得て考案された「スイーツ版恵方巻き」として、「恵方ロール(恵方ロールケーキ)」が存在する。2010年に発売開始されており、ヨコハマ グランド インターコンチネンタル ホテルでは節分の時期のみ販売されている。

### 恵方巻クレープ
富岡市観光協会は2025年1月31日～2月2日に、地域の食文化の発信と観光振興を目的に「恵方クレープ」を限定販売した。